# Gmina Lubsko
Die Gmina Lubsko ['lupskɔ] ist eine Stadt- und Landgemeinde im Powiat Żarski der Woiwodschaft Lebus in Polen. Ihr Sitz ist die die Stadt Lubsko (deutsch Sommerfeld) mit etwa 14.200 Einwohnern.

## Geographie
Die Gemeinde liegt in der Niederlausitz. Sie ist etwa 20 Kilometer von Guben und 25 Kilometer von Żary (Sorau) entfernt und grenzt an die Stadt Jasień. Zu den Gewässern gehört die Lubsza (Lubst/Lubis), nach der die Stadt im Jahre 1947 benannt wurde.

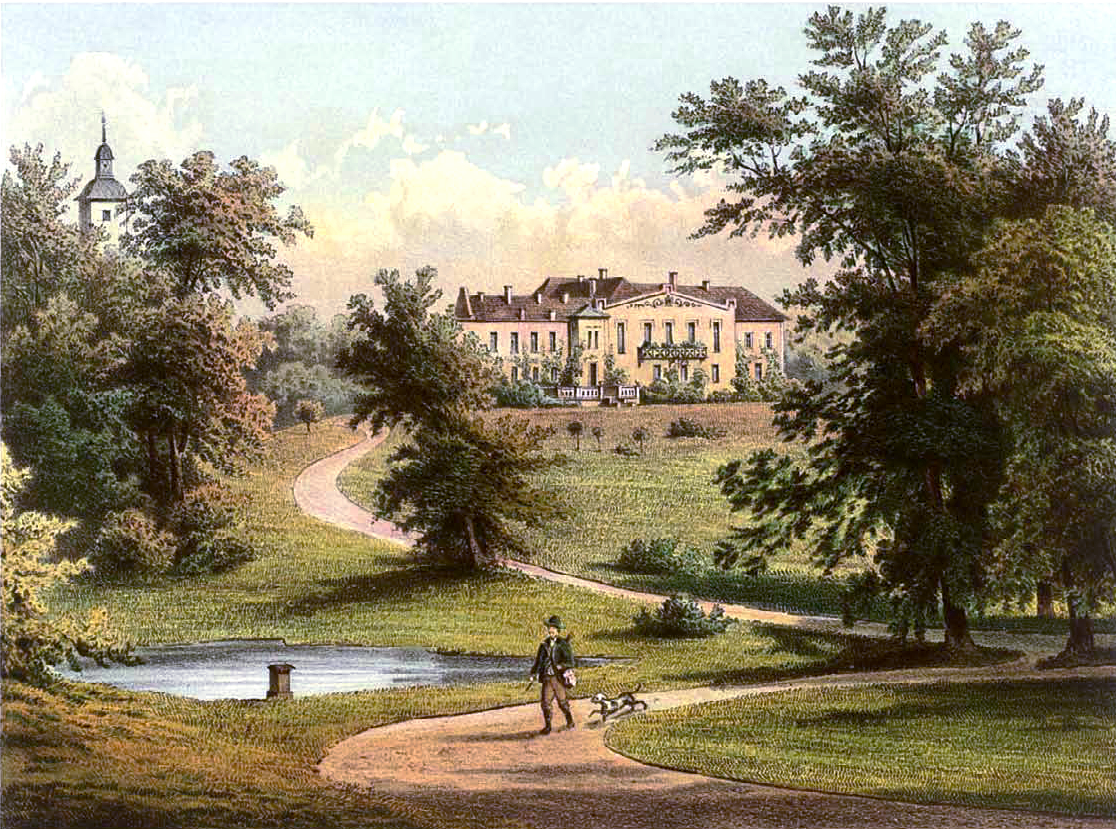
Schloss Dolzig, Sammlung Duncker

## Gliederung
Zur Stadt- und Landgemeinde Lubsko gehören die Stadt selbst und 18 Dörfer (deutsche Namen) mit Schulzenämtern:
- Białków (Belkau)
- Chełm Żarski (Kulm)
- Chocicz (Hermswalde)
- Chocimek (Kotsemke, 1937–1945 Buschweide)
- Dąbrowa (Dubrow, 1937–1945 Eichenhagen)
- Dłużek (Dolzig)
- Górzyn (Göhren)
- Grabków (Grabkow)
- Kałek (Kalke)
- Lutol (Leuthen)
- Mierków (Merke)
- Mokra (Muckrow)
- Osiek (Ossig)
- Raszyn (Räschen)
- Stara Woda (Altwasser)
- Tuchola Żarska (Tauchel)
- Tymienice (Tamnitz)
- Ziębikowo (Seebigau)

Außerdem gibt es folgende Orte, Siedlungen und Ortsteile:
- Kolonia Dłużek
- Gareja (Garivorwerk)
- Glinka Górna
- Gozdno (Heidehäuser)
- Janowice (Klein Jänowitz, 1937–1945 Jahnsfeld)
- Małowice (Mallwitz)
- Nowiniec (Neumühle)
- Tarnów
- Tuchola Duża
- Tuchola Mała

## Partnerstädte
- Brody, Polen
- Forst, Deutschland
- Helsinge, Dänemark
- Vlotho, Deutschland

## Verkehr
Im Jahr 1989 wurde der Personenverkehr per Bahn nach Lubsko als unrentabel eingestellt.

## Persönlichkeiten
Geboren in Dolzig
- Auguste Viktoria (1858–1921), Gemahlin des letzten deutschen Kaisers Wilhelms II.
- Ernst Günther von Schleswig-Holstein-Sonderburg-Augustenburg (1863–1921), Standesherr

Gestorben in Dolzig
- Eduard Vogel von Falckenstein (1797–1885), preußischer General

Geboren in Göhren
- Bruno Mahlow (1899–1964); deutscher Gewerkschafts- und KPD-Funktionär.